# 康登縣 (新澤西州)
肯頓郡（英語：Camden County）是美国新泽西州西南部的一個縣，西以德拉瓦河與宾夕法尼亚州的費城郡相望，面積589平方公里。根據2020年美國人口普查，共有人口52萬3,485人。縣治肯頓（Camden）。該縣成立於1844年3月13日，縣名紀念在納稅問題上支持美洲殖民者的第一代康登伯爵查尔斯·普拉特。